# Station Morley
Morley is een spoorwegstation van National Rail in Morley, Leeds in Engeland. Het station is eigendom van Network Rail en wordt beheerd door Northern Rail. Het station is geopend in 1848.